# Brooklyn Decker
Brooklyn Danielle Decker (Kettering, Ohio; 12 de abril de 1987) es una modelo y actriz estadounidense, conocida por sus apariciones en la exitosa serie de Netflix “Grace & Frankie”, y en la revista Sports Illustrated Swimsuit Issue, incluyendo la portada de la edición 2010. Además de trabajar para Victoria's Secret en la colección "Swim" de 2010, también ha incursionado en la televisión y en el cine, con apariciones como invitada en Chuck, Ugly Betty y Royal Pains. Está casada desde 2009 con el extenista estadounidense Andy Roddick.

## Primeros años y carrera
Decker nació el 12 de abril de 1987 en Kettering, Ohio, Estados Unidos. Ella y su familia se trasladaron a Middletown (Ohio), y después a Charlotte, Carolina del Norte, donde fue descubierta por un agente de modelaje en un centro comercial cuando era adolescente.
Decker comenzó su carrera de modelo como la cara de Mauri Simone, un popular fabricante de vestidos de fiesta. Ella ganó el Premio Modelo del Año 2003 en el Connections Model and Talent Convention.
Decker ha aparecido en las revistas Teen Vogue, Cosmopolitan, FHM y Glamour, y ha modelado para The Gap, Intimissimi y Victoria's Secret. También ha aparecido en videos musicales de Jimmy Buffett y la banda 3 Doors Down.
En 2005, a los dos meses de mudarse a Nueva York, Decker audicionó para la revista Sports Illustrated Swimsuit Edition, en la que apareció por primera vez en 2006. Ella apareció de nuevo en la edición de 2007 y en televisión en un especial de detrás de las cámaras. Regresó una tercera vez consecutiva en 2008. Decker fue elegida chica de la portada de la edición de 2010, con una producción fotográfica realizada en las Islas Maldivas. En 2007, escribió en el sitio web CNN/SI una columna semanal en videollamada "She says, Z says" junto con Paul Zimmerman, hablando de los partidos de fútbol americano de la National Football League (NFL). Decker apareció brevemente en 2006 en la película "El diablo viste a la moda", luego en 2007 en una película para televisión Lipshitz Saves the World. En 2008, Decker tocó la campana de la Bolsa de Valores junto a otras modelos de Sports Illustrated. Luego de trabajar durante un período en Australia se unió al elenco de Sports de Nueva York para discutir el torneo de baloncesto de la National Collegiate Athletic Association (NCAA) en 2010.
Decker está representada por Marilyn Agencia.
Decker hizo una aparición en 2009 en la serie de televisión Chuck, de la NBC, donde interpretó a una modelo. También actuó en la serie Royal Pains, de USA Network, en un episodio del 30 de julio de 2009, en el papel de una modelo de traje de baño llamada Rachel Ryder, mientras que Peter Jacobson hizo el papel de su esposo Alan.
El 8 de febrero de 2010, David Letterman anunció en el Late Show with David Letterman que Decker había sido elegida como portada de la edición de Sports Illustrated Swimsuit Issue de 2010. Decker llamó a esa elección como portada "la noticia de su vida", y admite que su madre lloró cuando se enteró de la noticia.
Decker sirvió como juez invitada en el quinto ciclo de Germany's Next Topmodel.
Durante un tiempo fue considerada para el papel femenino principal en Transformers: el lado oscuro de la luna.
Decker ganó el premio Esquire de 2010 a la "Mujer Viva más Sexy".

## Vida personal
Roddick comenzó una relación con Brooklyn Decker en 2007, y en marzo de 2008, Roddick anunció en su página web que se habían comprometido. Se casaron el 17 de abril de 2009 en Austin, Texas. El 2 de mayo de 2015 la pareja anunció que esperaban un hijo. Brooklyn dio a luz al primer hijo de la pareja, un niño llamado Hank, el 30 de septiembre de 2015. En julio de 2017, Roddick anunció que él y Decker esperaban su segundo hijo. Su hija Stevie nació el 2 de enero de 2018.

## Filmografía
| Películas            | Películas                          | Películas             | Películas                                                                     |
| Año                  | Título                             | Rol                   | Notas                                                                         |
| -------------------- | ---------------------------------- | --------------------- | ----------------------------------------------------------------------------- |
| 2011                 | Just Go With It                    | Palmer Dodge          |                                                                               |
| 2012                 | Battleship                         | Samantha "Sam" Shane  |                                                                               |
| 2012                 | Qué esperar cuando estás esperando | Skyler Cooper         |                                                                               |
| 2014                 | Stretch                            | Candace               |                                                                               |
| 2015                 | Results                            | Erin                  |                                                                               |
| 2015                 | Casual Encounters                  | Laura Leonard         |                                                                               |
| 2016                 | Lovesong                           | Lily                  |                                                                               |
| Series de televisión |                                    |                       |                                                                               |
| Año                  | Título                             | Rol                   | Notas                                                                         |
| 2007                 | Lipshitz Saves the World           | Rebecca Fellini       | Película para televisión                                                      |
| 2009                 | Chuck                              | Solicitante de empleo | (1 episodio, "Chuck Versus the Beefcake")                                     |
| 2009                 | Royal Pains                        | Rachel Ryder          | (1 episodio, "The Honeymoon's Over")                                          |
| 2009                 | Ugly Betty                         | Lexie                 | (1 episodio, "The Wiener, the Bun and the Boob")                              |
| 2012                 | The League                         | Gina Gibiatti         | (3 episodios, "Our Dinner with Andre", "12.12.12" y "The Curse of Shiva")     |
| 2013                 | New Girl                           | Holly                 | (1 episodio, "Cooler")                                                        |
| 2014                 | Friends with Better Lives          | Jules Talley          | Papel principal (12 episodios; serie cancelada luego de la primera temporada) |
| 2015-2022            | Grace and Frankie                  | Mallory Hanson        | Papel recurrente                                                              |